# Quatrième circonscription de la préfecture de Kagoshima
La quatrième circonscription de la préfecture de Kagoshima (鹿児島県第4区, Kagoshima-ken dai-yon-ku) est l'une des quatre circonscriptions législatives que compte la préfecture de Kagoshima au Japon. Cette circonscription comptait 326 462 électeurs en date du 1er septembre 2021.

## Description géographique
La quatrième circonscription de la préfecture de Kagoshima regroupe les villes de Kanoya, Nishinoomote, Tarumizu, Soo, Kirishima et Shibushi ainsi que les districts de Soo, Kimotsuki et Kumage.

## Députés
| Législature | Début de mandat | Fin de mandat | Député élu           |  | Parti politique |
| ----------- | --------------- | ------------- | -------------------- |  | --------------- |
| 41e         | 1996            | 2000          | Sadatoshi Ozato (ja) |  | PLD             |
| 42e         | 2000            | 2003          | Sadatoshi Ozato (ja) |  | PLD             |
| 43e         | 2003            | 2005          | Sadatoshi Ozato (ja) |  | PLD             |
| 44e         | 2005            | 2009          | Yasuhiro Ozato (ja)  |  | PLD             |
| 45e         | 2009            | 2012          | Yasuhiro Ozato (ja)  |  | PLD             |
| 46e         | 2012            | 2014          | Yasuhiro Ozato (ja)  |  | PLD             |
| 47e         | 2014            | 2017          | Yasuhiro Ozato (ja)  |  | PLD             |
| 48e         | 2017            | 2021          | Hiroshi Moriyama     |  | PLD             |
| 49e         | 2021            | -             | Hiroshi Moriyama     |  | PLD             |